# Freenode

Hay 27 servidores de freenode localizados alrededor del mundo a la fecha de abril de 2013.

Freenode (nodo libre) es una red de servidores IRC, que anteriormente fue orientada al software libre.  En él se encontraban canales de proyectos de código abierto en diferentes idiomas. También se podían encontrar otro tipo de proyectos, como organizaciones gubernamentales o no-gubernamentales. El servidor principal de su red es: irc.freenode.net, el que junto con chat.freenode.net, van balanceando la carga entre los servidores.

## Historia
Freenode comenzó con cuatro personas dando soporte en un canal llamado #LinPeople en EFnet, otra red de IRC. Por 1995 este canal fue movido a una red IRC propia, irc.linpeople.org. A comienzos de 1998, este cambia a Open Projects Net (Red de proyectos abiertos), con 200 usuarios aproximadamente y 20 canales de chat.  ONP pronto creció para convertirse en la red de IRC más grande sobre software libre y la número 20 más grande del mundo. En 2002, el nombre cambió a freenode, y se creó la fundación Peer-Directed Projects Center (PDPC).
El 24 de junio de 2006, un usuario llamado "ratbert", tomó el control de la red, usando los credenciales de Rob Levin (lilo), aprovechando un exploit DCC SEND. Logró expulsar de la misma a sus propios administradores, mediante un K-Line. Es probable que 25 contraseñas de múltiples usuarios fueran robadas como resultado. Después, varios servidores de la red se desconectaron, provocando así graves netsplits.
Finalmente, lilo (fundador de la red), consiguió retomar el control de la misma.

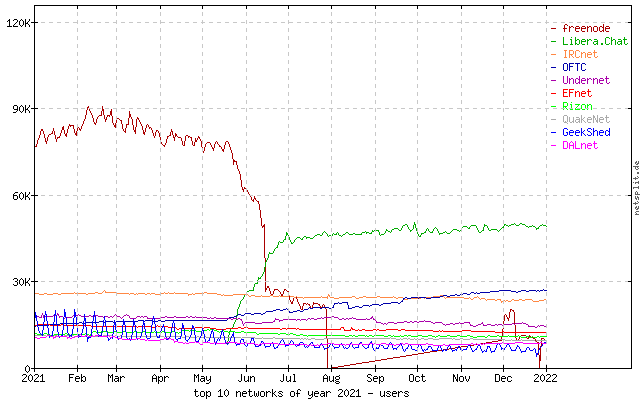
Declive de la red Freenode a partir de 2021.

El 19 de mayo de 2021 debido a la gestión por parte de Andrew Lee (propietario del holding al que pertenece Freenode), la mayor parte de los voluntarios que gestionaban la red dimitieron y fundaron una nueva red de IRC llamada Libera Chat.
Proyectos que tenían su presencia IRC en Freenode, como la Fundación Wikimedia, la Free Software Foundation Europe, Ubuntu, CentOS, FreeBSD, Gentoo Linux y Arch Linux movieron allí sus canales. Otros, como Haiku o Alpine Linux migraron a la comunidad Open and Free Technology Community (OFTC). A agosto de 2021, más de mil comunidades habían abandonado Freenode.

## Administración
Cada administrador de un canal puede establecer sus propias reglas y normas, sin que el personal de freenode intervenga, a no ser que se trate de un problema crítico (que afecte a toda la red).
Todos los usuarios pueden pedir un cloak genérico (ocultar su IP) en el canal principal de la red (#freenode), pero el personal se reserva el derecho a darlo.
Además de estos últimos, existen los cloaks de proyectos, que son asignados por participar en un proyecto en concreto. Solo pueden ser añadidos si el dueño del proyecto está de acuerdo.
Finalmente, se encuentran los cloaks del PDPC (organización sin ánimo de lucro que mantiene a freenode). Estos pueden ser añadidos a una cuenta si la misma dona mediante la web de freenode.
Además, los logs públicos están permitidos, siempre y cuando el dueño del canal en el cual se vaya a realizar el registro, esté de acuerdo.
Otro punto importante es que el personal de la red se reserva el derecho para dar K-Lines (así son denominados los G-Lines (bans globales) en freenode) a los usuarios que puedan resultar perjudiciales para la red, o para el orden público.

## Software
freenode utiliza su propio IRCD, basado en Charydbis, el cual se llama IRCD-seven. Además, utilizan su propia modificación de atheme, como paquete de servicios.

Con esto pretenden que su software se adapte a sus necesidades como principal red IRC de apoyo y soporte al software.